# Coupe du monde de VTT 2025
Navigation
2024 2026
La Coupe du monde de VTT 2025 est la 35e édition de la Coupe du monde de VTT. 15 étapes prévues dans dix pays d'Europe , d'Amérique du Nord et d'Amérique du Sud sont au programme. Pour la première fois, La Thuile, dans la Vallée d'Aoste, accueille une manche de Coupe du monde.
Cette édition comprend les disciplines suivantes : cross-country, cross-country short track, cross-country à assistance électrique (E-Mountain Bike), descente et enduro (EDR). Par rapport à la saison précédente, le classement de l'enduro à assistance électrique disparait.
Le cross-country marathon (XCM) et le cross-country eliminator (XCE) ont chacun leur Coupe du monde organisée séparément.

## Programme
| Date            | Lieu                   | XCO | XCC | DHI | EDR |
| --------------- | ---------------------- | --- | --- | --- | --- |
| 3–6 avril       | Araxá                  | X   | X   |     |     |
| 10-12 avril     | Araxá                  | X   | X   |     |     |
| 9-11 mai        | Finale Ligure          |     |     |     | X   |
| 16-18 mai       | Bielsko-Biała          |     |     | X   | X   |
| 23-25 mai       | Nove Mesto             | X   | X   |     |     |
| 30 mai–1er juin | Loudenvielle           |     |     | X   | X   |
| 5-8 juin        | Saalfelden-Leogang     | X   | X   | X   | X   |
| 20-22 juin      | Val di Sole            | X   | X   | X   |     |
| 27-29 juin      | Val di Fassa           |     |     |     | X   |
| 3-6 juillet     | La Thuile              |     |     | X   | X   |
| 9-13 juillet    | Pal Arinsal            | X   | X   | X   |     |
| 21-31 août      | Les Gets, Haute-Savoie | X   | X   | X   | X   |
| 18-21 septembre | Lenzerheide            | X   | X   | X   |     |
| 3-5 octobre     | Lake Placid            | X   | X   | X   |     |
| 9-12 octobre    | Mont Sainte-Anne       | X   | X   | X   |     |

## Cross-country

### Hommes

#### Élites
| #  | Date         | Lieu             | Vainqueur           | Deuxième            | Troisième        | Leader du général   |
| -- | ------------ | ---------------- | ------------------- | ------------------- | ---------------- | ------------------- |
| 1  | 6 avril      | Araxá,           | Victor Koretzky     | Christopher Blevins | Martín Vidaurre  | Victor Koretzky     |
| 1  | 6 avril      | Araxá,           | 1 h 19 min 32 s     | + 10 s              | + 29 s           | Victor Koretzky     |
| 2  | 12 avril     | Araxá,           | Christopher Blevins | Martín Vidaurre     | Adrien Boichis   | Christopher Blevins |
| 2  | 12 avril     | Araxá,           | 1 h 22 min 42 s     | + 2 s               | + 3 s            | Christopher Blevins |
| 3  | 25 mai       | Nove Mesto,      | Christopher Blevins | Mathis Azzaro       | Lars Forster     | Christopher Blevins |
| 3  | 25 mai       | Nove Mesto,      | 1 h 26 min 0 s      | + 7 s               | + 7 s            | Christopher Blevins |
| 4  | 8 juin       | Leogang,         | Ondřej Cink         | Mathias Flückiger   | Fabio Püntener   | Christopher Blevins |
| 4  | 8 juin       | Leogang,         | 1 h 25 min 05 s     | + 18 s              | + 27 s           | Christopher Blevins |
| 5  | 22 juin      | Val di Sole,     | Martín Vidaurre     | Mathis Azzaro       | Fabio Püntener   | Christopher Blevins |
| 5  | 22 juin      | Val di Sole,     | 1 h 27 min 42 s     | + 23 s              | + 39 s           | Christopher Blevins |
| 6  | 13 juillet   | Pal Arinsal,     | Tom Pidcock         | Luca Martin         | Charlie Aldridge | Christopher Blevins |
| 6  | 13 juillet   | Pal Arinsal,     | 1 h 20 min 30 s     | + 21 s              | + 52 s           | Christopher Blevins |
| 7  | 30 août      | Les Gets         |                     |                     |                  |                     |
| 8  | 21 septembre | Lenzerheide      |                     |                     |                  |                     |
| 9  | 5 octobre    | Lake Placid      |                     |                     |                  |                     |
| 10 | 12 octobre   | Mont Sainte-Anne |                     |                     |                  |                     |

| Pos | Cycliste | Pts |
| --- | -------- | --- |
| 1.  |          |     |
| 2.  |          |     |
| 3.  |          |     |
| 4.  |          |     |
| 5.  |          |     |
| 6.  |          |     |
| 7.  |          |     |
| 8.  |          |     |
| 9.  |          |     |
| 10. |          |     |

#### Espoirs
| #  | Date         | Lieu             | Vainqueur      | Deuxième        | Troisième         | Leader du général |
| -- | ------------ | ---------------- | -------------- | --------------- | ----------------- | ----------------- |
| 1  | 6 avril      | Araxá,           | Finn Treudler  | Gustav Heby     | Nikolaj Hougs     | Finn Treudler     |
| 2  | 12 avril     | Araxá,           | Finn Treudler  | William Handley | Elian Paccagnella | Finn Treudler     |
| 3  | 25 mai       | Nove Mesto,      | Paul Schehl    | Rens Teunissen  | Finn Treudler     | Finn Treudler     |
| 4  | 8 juin       | Leogang,         | Finn Treudler  | Paul Schehl     | Nicolas Halter    | Finn Treudler     |
| 5  | 22 juin      | Val di Sole,     | Rens Teunissen | Finn Treudler   | Benjamin Krüger   | Finn Treudler     |
| 6  | 13 juillet   | Pal Arinsal,     | Finn Treudler  | Nicolas Halter  | Maxime Lhomme     | Finn Treudler     |
| 7  | 30 août      | Les Gets         |                |                 |                   |                   |
| 8  | 21 septembre | Lenzerheide      |                |                 |                   |                   |
| 9  | 5 octobre    | Lake Placid      |                |                 |                   |                   |
| 10 | 12 octobre   | Mont Sainte-Anne |                |                 |                   |                   |

| Pos | Cycliste | Pts |
| --- | -------- | --- |
| 1.  |          |     |
| 2.  |          |     |
| 3.  |          |     |
| 4.  |          |     |
| 5.  |          |     |
| 6.  |          |     |
| 7.  |          |     |
| 8.  |          |     |
| 9.  |          |     |
| 10. |          |     |

### Femmes

#### Élites
| #  | Date         | Lieu             | Vainqueur          | Deuxième          | Troisième       | Leader du général |
| -- | ------------ | ---------------- | ------------------ | ----------------- | --------------- | ----------------- |
| 1  | 6 avril      | Araxá,           | Samara Maxwell     | Nicole Koller     | Savilia Blunk   | Samara Maxwell    |
| 1  | 6 avril      | Araxá,           | 1 h 24 min 03 s    | + 4 s             | + 4 s           | Samara Maxwell    |
| 2  | 12 avril     | Araxá,           | Jenny Rissveds     | Samara Maxwell    | Evie Richards   | Samara Maxwell    |
| 2  | 12 avril     | Araxá,           | 1 h 26 min 59 s    | + 28 s            | + 34 s          | Samara Maxwell    |
| 3  | 25 mai       | Nove Mesto,      | Mona Mitterwallner | Samara Maxwell    | Candice Lill    | Samara Maxwell    |
| 3  | 25 mai       | Nove Mesto,      | 1 h 29 min 32 s    | + 0 s             | + 25 s          | Samara Maxwell    |
| 4  | 8 juin       | Leogang,         | Puck Pieterse      | Samara Maxwell    | Ramona Forchini | Samara Maxwell    |
| 4  | 8 juin       | Leogang,         | 1 h 26 min 39 s    | + 50 s            | + 1 min 26 s    | Samara Maxwell    |
| 5  | 22 juin      | Val di Sole,     | Puck Pieterse      | Samara Maxwell    | Laura Stigger   | Samara Maxwell    |
| 5  | 22 juin      | Val di Sole,     | 1 h 29 min 08 s    | + 26 s            | + 44 s          | Samara Maxwell    |
| 6  | 13 juillet   | Pal Arinsal,     | Samara Maxwell     | Alessandra Keller | Jenny Rissveds  | Samara Maxwell    |
| 6  | 13 juillet   | Pal Arinsal,     | 1 h 25 min 31 s    | + 9 s             | + 15 s          | Samara Maxwell    |
| 7  | 30 août      | Les Gets         |                    |                   |                 |                   |
| 8  | 21 septembre | Lenzerheide      |                    |                   |                 |                   |
| 9  | 5 octobre    | Lake Placid      |                    |                   |                 |                   |
| 10 | 12 octobre   | Mont Sainte-Anne |                    |                   |                 |                   |

| Pos | Cycliste | Pts |
| --- | -------- | --- |
| 1.  |          |     |
| 2.  |          |     |
| 3.  |          |     |
| 4.  |          |     |
| 5.  |          |     |
| 6.  |          |     |
| 7.  |          |     |
| 8.  |          |     |
| 9.  |          |     |
| 10. |          |     |

#### Espoirs
| #  | Date         | Lieu             | Vainqueur         | Deuxième        | Troisième       | Leader du général |
| -- | ------------ | ---------------- | ----------------- | --------------- | --------------- | ----------------- |
| 1  | 6 avril      | Araxá,           | Isabella Holmgren | Ella MacPhee    | Valentina Corvi | Isabella Holmgren |
| 2  | 12 avril     | Araxá,           | Isabella Holmgren | Valentina Corvi | Ella MacPhee    | Isabella Holmgren |
| 3  | 25 mai       | Nove Mesto,      | Ella MacPhee      | Fiona Schibler  | Sara Cortinovis | Ella MacPhee      |
| 4  | 8 juin       | Leogang,         | Fiona Schibler    | Monique Halter  | Elina Benoit    | Ella MacPhee      |
| 5  | 22 juin      | Val di Sole,     | Valentina Corvi   | Fiona Schibler  | Sara Cortinovis | Ella MacPhee      |
| 6  | 13 juillet   | Pal Arinsal,     | Valentina Corvi   | Monique Halter  | Sina Van Thiel  | Ella MacPhee      |
| 7  | 30 août      | Les Gets         |                   |                 |                 |                   |
| 8  | 21 septembre | Lenzerheide      |                   |                 |                 |                   |
| 9  | 5 octobre    | Lake Placid      |                   |                 |                 |                   |
| 10 | 12 octobre   | Mont Sainte-Anne |                   |                 |                 |                   |

| Pos | Cycliste | Pts |
| --- | -------- | --- |
| 1.  |          |     |
| 2.  |          |     |
| 3.  |          |     |
| 4.  |          |     |
| 5.  |          |     |
| 6.  |          |     |
| 7.  |          |     |
| 8.  |          |     |
| 9.  |          |     |
| 10. |          |     |

## Cross-country short track

### Hommes

#### Élites
| #  | Date         | Lieu             | Vainqueur           | Deuxième            | Troisième         | Leader du général   |
| -- | ------------ | ---------------- | ------------------- | ------------------- | ----------------- | ------------------- |
| 1  | 5 avril      | Araxá            | Christopher Blevins | Victor Koretzky     | Mathis Azzaro     | Christopher Blevins |
| 2  | 11 avril     | Araxá,           | Christopher Blevins | Victor Koretzky     | Nino Schurter     | Christopher Blevins |
| 3  | 24 mai       | Nove Mesto,      | Christopher Blevins | Victor Koretzky     | Filippo Colombo   | Christopher Blevins |
| 4  | 6 juin       | Leogang,         | Christopher Blevins | Martín Vidaurre     | Charlie Aldridge  | Christopher Blevins |
| 5  | 20 juin      | Val di Sole,     | Christopher Blevins | Victor Koretzky     | Luca Schwarzbauer | Christopher Blevins |
| 6  | 11 juillet   | Pal Arinsal,     | Luca Martin         | Christopher Blevins | Mathis Azzaro     | Christopher Blevins |
| 7  | 30 août      | Les Gets         |                     |                     |                   |                     |
| 8  | 21 septembre | Lenzerheide      |                     |                     |                   |                     |
| 9  | 5 octobre    | Lake Placid      |                     |                     |                   |                     |
| 10 | 12 octobre   | Mont Sainte-Anne |                     |                     |                   |                     |

| Pos | Cycliste | Pts |
| --- | -------- | --- |
| 1.  |          |     |
| 2.  |          |     |
| 3.  |          |     |
| 4.  |          |     |
| 5.  |          |     |
| 6.  |          |     |
| 7.  |          |     |
| 8.  |          |     |
| 9.  |          |     |
| 10. |          |     |

#### Espoirs
| #  | Date         | Lieu             | Vainqueur         | Deuxième         | Troisième         | Leader du général |
| -- | ------------ | ---------------- | ----------------- | ---------------- | ----------------- | ----------------- |
| 1  | 5 avril      | Araxá            | Sondre Rokke      | Brayden Johnson  | Gustav Heby       | Sondre Rokke      |
| 2  | 11 avril     | Araxá,           | Elian Paccagnella | Finn Treudler    | Gustav Heby       | Elian Paccagnella |
| 3  | 24 mai       | Nove Mesto,      | Gustav Heby       | Sondre Rokke     | Elian Paccagnella | Gustav Heby       |
| 4  | 6 juin       | Leogang,         | Finn Treudler     | Oleksandr Hudyma | Paul Schehl       | Finn Treudler     |
| 5  | 20 juin      | Val di Sole,     | Finn Treudler     | Rens Teunissen   | Paul Schehl       | Finn Treudler     |
| 6  | 11 juillet   | Pal Arinsal,     | Finn Treudler     | Gustav Heby      | Nicolas Halter    | Finn Treudler     |
| 7  | 30 août      | Les Gets         |                   |                  |                   |                   |
| 8  | 21 septembre | Lenzerheide      |                   |                  |                   |                   |
| 9  | 5 octobre    | Lake Placid      |                   |                  |                   |                   |
| 10 | 12 octobre   | Mont Sainte-Anne |                   |                  |                   |                   |

| Pos | Cycliste | Pts |
| --- | -------- | --- |
| 1.  |          |     |
| 2.  |          |     |
| 3.  |          |     |
| 4.  |          |     |
| 5.  |          |     |
| 6.  |          |     |
| 7.  |          |     |
| 8.  |          |     |
| 9.  |          |     |
| 10. |          |     |

### Femmes

#### Élites
| #  | Date         | Lieu             | Vainqueur         | Deuxième       | Troisième         | Leader du général |
| -- | ------------ | ---------------- | ----------------- | -------------- | ----------------- | ----------------- |
| 1  | 5 avril      | Araxá            | Evie Richards     | Samara Maxwell | Alessandra Keller | Evie Richards     |
| 2  | 11 avril     | Araxá,           | Evie Richards     | Nicole Koller  | Jenny Rissveds    | Evie Richards     |
| 3  | 24 mai       | Nove Mesto,      | Puck Pieterse     | Evie Richards  | Linda Indergand   | Evie Richards     |
| 4  | 6 juin       | Leogang,         | Puck Pieterse     | Samara Maxwell | Nicole Koller     | Evie Richards     |
| 5  | 20 juin      | Val di Sole,     | Puck Pieterse     | Jenny Rissveds | Laura Stigger     | Evie Richards     |
| 6  | 11 juillet   | Pal Arinsal,     | Alessandra Keller | Evie Richards  | Ronja Blöchlinger | Evie Richards     |
| 7  | 30 août      | Les Gets         |                   |                |                   |                   |
| 8  | 21 septembre | Lenzerheide      |                   |                |                   |                   |
| 9  | 5 octobre    | Lake Placid      |                   |                |                   |                   |
| 10 | 12 octobre   | Mont Sainte-Anne |                   |                |                   |                   |

| Pos | Cycliste | Pts |
| --- | -------- | --- |
| 1.  |          |     |
| 2.  |          |     |
| 3.  |          |     |
| 4.  |          |     |
| 5.  |          |     |
| 6.  |          |     |
| 7.  |          |     |
| 8.  |          |     |
| 9.  |          |     |
| 10. |          |     |

#### Espoirs
| #  | Date         | Lieu             | Vainqueur         | Deuxième          | Troisième                | Leader du général |
| -- | ------------ | ---------------- | ----------------- | ----------------- | ------------------------ | ----------------- |
| 1  | 5 avril      | Araxá            | Isabella Holmgren | Katharina Sadnik  | Ella Maclean-Howell (en) | Isabella Holmgren |
| 2  | 11 avril     | Araxá,           | Isabella Holmgren | Valentina Corvi   | Katharina Sadnik         | Isabella Holmgren |
| 3  | 24 mai       | Nove Mesto,      | Ava Holmgren      | Isabella Holmgren | Ella MacPhee             | Isabella Holmgren |
| 4  | 6 juin       | Leogang,         | Elina Benoit      | Vida Lopez        | Ella MacPhee             | Isabella Holmgren |
| 5  | 20 juin      | Val di Sole,     | Nicole Bradbury   | Katharina Sadnik  | Katrin Embacher          | Katharina Sadnik  |
| 6  | 11 juillet   | Pal Arinsal,     | Katharina Sadnik  | Valentina Corvi   | Sina Van Thiel           | Katharina Sadnik  |
| 7  | 30 août      | Les Gets         |                   |                   |                          |                   |
| 8  | 21 septembre | Lenzerheide      |                   |                   |                          |                   |
| 9  | 5 octobre    | Lake Placid      |                   |                   |                          |                   |
| 10 | 12 octobre   | Mont Sainte-Anne |                   |                   |                          |                   |

| Pos | Cycliste | Pts |
| --- | -------- | --- |
| 1.  |          |     |
| 2.  |          |     |
| 3.  |          |     |
| 4.  |          |     |
| 5.  |          |     |
| 6.  |          |     |
| 7.  |          |     |
| 8.  |          |     |
| 9.  |          |     |
| 10. |          |     |

## Descente

### Hommes

#### Élites
| #  | Date         | Lieu             | Vainqueur         | Deuxième          | Troisième       | Leader du général |
| -- | ------------ | ---------------- | ----------------- | ----------------- | --------------- | ----------------- |
| 1  | 18 mai       | Bielsko-Biała    | Loïc Bruni        | Óisín O'Callaghan | Amaury Pierron  | Loïc Bruni        |
| 2  | 1er juin     | Loudenvielle     | Jackson Goldstone | Amaury Pierron    | Jordan Williams | Amaury Pierron    |
| 3  | 7 juin       | Leogang          | Jackson Goldstone | Loïc Bruni        | Henri Kiefer    | Loïc Bruni        |
| 4  | 21 juin      | Val di Sole      | Jackson Goldstone | Troy Brosnan      | Thibaut Dapréla | Jackson Goldstone |
| 5  | 6 juillet    | La Thuile        | Jackson Goldstone | Loris Vergier     | Loïc Bruni      | Jackson Goldstone |
| 6  | 13 juillet   | Pal Arinsal      | Loïc Bruni        | Jackson Goldstone | Loris Vergier   | Jackson Goldstone |
| 7  | 30 août      | Les Gets         |                   |                   |                 |                   |
| 8  | 21 septembre | Lenzerheide      |                   |                   |                 |                   |
| 9  | 5 octobre    | Lake Placid      |                   |                   |                 |                   |
| 10 | 12 octobre   | Mont Sainte-Anne |                   |                   |                 |                   |

#### Juniors
| #  | Date         | Lieu             | Vainqueur  | Deuxième     | Troisième    | Leader du général |
| -- | ------------ | ---------------- | ---------- | ------------ | ------------ | ----------------- |
| 1  | 18 mai       | Bielsko-Biała    | Max Alran  | Tyler Waite  | Oli Clark    | Max Alran         |
| 2  | 1er juin     | Loudenvielle     | Bode Burke | Tyler Waite  | Max Alran    | Max Alran         |
| 3  | 7 juin       | Leogang          | Oli Clark  | Max Alran    | Asa Vermette | Max Alran         |
| 4  | 21 juin      | Val di Sole      | Till Alran | Max Alran    | Asa Vermette | Max Alran         |
| 5  | 6 juillet    | La Thuile        | Till Alran | Asa Vermette | Tyler Waite  | Till Alran        |
| 6  | 12 juillet   | Pal Arinsal      | Max Alran  | Asa Vermette | Tyler Waite  | Max Alran         |
| 7  | 30 août      | Les Gets         |            |              |              |                   |
| 8  | 21 septembre | Lenzerheide      |            |              |              |                   |
| 9  | 5 octobre    | Lake Placid      |            |              |              |                   |
| 10 | 12 octobre   | Mont Sainte-Anne |            |              |              |                   |

### Femmes

#### Élites
| #  | Date         | Lieu             | Vainqueur        | Deuxième       | Troisième        | Leader du général |
| -- | ------------ | ---------------- | ---------------- | -------------- | ---------------- | ----------------- |
| 1  | 18 mai       | Bielsko-Biała    | Tahnée Seagrave  | Anna Newkirk   | Nina Hoffmann    | Tahnée Seagrave   |
| 2  | 1er juin     | Loudenvielle     | Gracey Hemstreet | Valentina Höll | Tahnée Seagrave  | Tahnée Seagrave   |
| 3  | 7 juin       | Leogang          | Gracey Hemstreet | Anna Newkirk   | Valentina Höll   | Gracey Hemstreet  |
| 4  | 21 juin      | Val di Sole      | Marine Cabirou   | Valentina Höll | Monika Hrastnik  | Valentina Höll    |
| 5  | 6 juillet    | La Thuile        | Nina Hoffmann    | Valentina Höll | Gracey Hemstreet | Valentina Höll    |
| 6  | 13 juillet   | Pal Arinsal      | Tahnée Seagrave  | Valentina Höll | Mille Johnset    | Valentina Höll    |
| 7  | 30 août      | Les Gets         |                  |                |                  |                   |
| 8  | 21 septembre | Lenzerheide      |                  |                |                  |                   |
| 9  | 5 octobre    | Lake Placid      |                  |                |                  |                   |
| 10 | 12 octobre   | Mont Sainte-Anne |                  |                |                  |                   |

#### Juniors
| #  | Date         | Lieu             | Vainqueur         | Deuxième          | Troisième         | Leader du général |
| -- | ------------ | ---------------- | ----------------- | ----------------- | ----------------- | ----------------- |
| 1  | 18 mai       | Bielsko-Biała    | Marie Rosa Jensen | Lina Frener       | Eliana Hulsebosch | Marie Rosa Jensen |
| 2  | 1er juin     | Loudenvielle     | Lina Frener       | Rosa Zierl        | Matilda Melton    | Lina Frener       |
| 3  | 7 juin       | Leogang          | Rosa Zierl        | Aletha Ostgaard   | Eliana Hulsebosch | Rosa Zierl        |
| 4  | 21 juin      | Val di Sole      | Rosa Zierl        | Aletha Ostgaard   | Kate Hastings     | Rosa Zierl        |
| 5  | 6 juillet    | La Thuile        | Aletha Ostgaard   | Rosa Zierl        | Matilda Melton    | Rosa Zierl        |
| 6  | 12 juillet   | Pal Arinsal      | Aletha Ostgaard   | Marie Rosa Jensen | Rosa Zierl        | Rosa Zierl        |
| 7  | 30 août      | Les Gets         |                   |                   |                   |                   |
| 8  | 21 septembre | Lenzerheide      |                   |                   |                   |                   |
| 9  | 5 octobre    | Lake Placid      |                   |                   |                   |                   |
| 10 | 12 octobre   | Mont Sainte-Anne |                   |                   |                   |                   |

## Cross-country marathon

### Hommes
| # | Date         | Lieu                 | Vainqueur       | Deuxième        | Troisième           | Leader du général |
| - | ------------ | -------------------- | --------------- | --------------- | ------------------- | ----------------- |
| 1 | 10 mai       | Capoliveri           | Wout Alleman    | Gioele De Cosmo | Fabian Rabensteiner | Wout Alleman      |
| 2 | 1er juin     | La Rabassa           | Leonardo Páez   | Andreas Seewald | Wout Alleman        | Wout Alleman      |
| 3 | 14 juin      | Selva di Val Gardena | Andreas Seewald | Leonardo Páez   | Andrea Siffredi     | Andreas Seewald   |
| 4 | 13 juillet   | Kirchzarten          | Andreas Seewald | Gioele De Cosmo | Wout Alleman        | Andreas Seewald   |
| 5 | 21 septembre | Gérone               |                 |                 |                     |                   |

| Pos | Cycliste | Pts |
| --- | -------- | --- |

### Femmes
| # | Date         | Lieu                 | Vainqueur        | Deuxième         | Troisième       | Leader du général |
| - | ------------ | -------------------- | ---------------- | ---------------- | --------------- | ----------------- |
| 1 | 10 mai       | Capoliveri           | Rosa van Doorn   | Lejla Njemčević  | Adelheid Morath | Rosa van Doorn    |
| 2 | 1er juin     | La Rabassa           | Rosa van Doorn   | Sandra Mairhofer | Vera Looser     | Rosa van Doorn    |
| 3 | 14 juin      | Selva di Val Gardena | Sandra Mairhofer | Mara Fumagalli   | Paula Gorycka   | Rosa van Doorn    |
| 4 | 13 juillet   | Kirchzarten          | Rosa van Doorn   | Mara Fumagalli   | Adelheid Morath | Rosa van Doorn    |
| 5 | 21 septembre | Gérone               |                  |                  |                 |                   |

| Pos | Cycliste | Pts |
| --- | -------- | --- |

## Cross-country eliminator

### Hommes
| # | Date        | Lieu      | Vainqueur       | Deuxième          | Troisième         | Leader du général |
| - | ----------- | --------- | --------------- | ----------------- | ----------------- | ----------------- |
| 1 | 13 avril    | Duschanbe | Jakob Klemenčič | Edvin Lindh       | Simon Gegenheimer | Jakob Klemenčič   |
| 2 | 1er juin    | Louvain   | Jeroen van Eck  | Louis Krauss      | Jakob Klemenčič   | Jakob Klemenčič   |
| 3 | 12 juillet  | Aalen     | Jakob Klemenčič | Simon Gegenheimer | Jeroen van Eck    | Jakob Klemenčič   |
| 4 | 10 août     | Sakarya   | Lorenzo Serres  | Simon Gegenheimer | Jakob Klemenčič   | Jakob Klemenčič   |
| 5 | 17 août     | São Paulo |                 |                   |                   |                   |
| 6 | 7 septembre | Athènes   |                 |                   |                   |                   |
| 7 | 11 octobre  | Barcelone |                 |                   |                   |                   |
| 8 | 19 octobre  | Chennai   |                 |                   |                   |                   |

| Pos | Cycliste | Pts |
| --- | -------- | --- |
| 1.  |          |     |
| 2.  |          |     |
| 3.  |          |     |
| 4.  |          |     |
| 5.  |          |     |
| 6.  |          |     |
| 7.  |          |     |
| 8.  |          |     |
| 9.  |          |     |
| 10. |          |     |

### Femmes
| # | Date        | Lieu      | Vainqueur          | Deuxième           | Troisième         | Leader du général  |
| - | ----------- | --------- | ------------------ | ------------------ | ----------------- | ------------------ |
| 1 | 13 avril    | Duschanbe | Mariia Sukhopalova | Marion Fromberger  | Madison Boissière | Mariia Sukhopalova |
| 2 | 1er juin    | Louvain   | Gaia Tormena       | Marion Fromberger  | Madison Boissière | Marion Fromberger  |
| 3 | 12 juillet  | Aalen     | Marion Fromberger  | Adéla Pernická     | Lina Huber        | Marion Fromberger  |
| 4 | 10 août     | Sakarya   | Marion Fromberger  | Mariia Sukhopalova | Adela Pernicka    | Marion Fromberger  |
| 5 | 17 août     | São Paulo |                    |                    |                   |                    |
| 6 | 7 septembre | Athènes   |                    |                    |                   |                    |
| 7 | 11 octobre  | Barcelone |                    |                    |                   |                    |
| 8 | 19 octobre  | Chennai   |                    |                    |                   |                    |

| Pos | Cycliste | Pts |
| --- | -------- | --- |
| 1.  |          |     |
| 2.  |          |     |
| 3.  |          |     |
| 4.  |          |     |
| 5.  |          |     |
| 6.  |          |     |
| 7.  |          |     |
| 8.  |          |     |
| 9.  |          |     |
| 10. |          |     |

## Cross-country à assistance électrique

### Hommes
| # | Date       | Lieu             | Vainqueur      | Deuxième              | Troisième         | Leader du général |
| - | ---------- | ---------------- | -------------- | --------------------- | ----------------- | ----------------- |
| 1 | 14 juin    | Cheile Grădiștei | Mirko Tabacchi | Andrea Garibbo        | Théo Charmes      | Mirko Tabacchi    |
| 2 | 15 juin    | Cheile Grădiștei | Théo Charmes   | Adrian Cuellar Alonso | Mirko Tabacchi    | Théo Charmes      |
| 3 | 26 juillet | Monaco           | Jérôme Gilloux | Mirko Tabacchi        | Cristian Bernardi | Mirko Tabacchi    |
| 4 | 27 juillet | Monaco           | Jérôme Gilloux | Théo Charmes          | Mirko Tabacchi    | Mirko Tabacchi    |
| 5 | 4 octobre  | Olbia            |                |                       |                   |                   |
| 6 | 5 octobre  | Olbia            |                |                       |                   |                   |
| 7 | 11 octobre | Massa Marittima  |                |                       |                   |                   |

| Pos | Cycliste | Pts |
| --- | -------- | --- |

### Femmes
| # | Date       | Lieu             | Vainqueur        | Deuxième            | Troisième      | Leader du général |
| - | ---------- | ---------------- | ---------------- | ------------------- | -------------- | ----------------- |
| 1 | 14 juin    | Cheile Grădiștei | Anna Spielmann   | Sofia Wiedenroth    | Giulia Bertoni | Anna Spielmann    |
| 2 | 15 juin    | Cheile Grădiștei | Anna Spielmann   | Sofia Wiedenroth    | Giulia Bertoni | Anna Spielmann    |
| 3 | 26 juillet | Monaco           | Sofia Wiedenroth | Nathalie Schneitter | Giulia Bertoni | Sofia Wiedenroth  |
| 4 | 27 juillet | Monaco           | Sofia Wiedenroth | Nathalie Schneitter | Giulia Bertoni | Sofia Wiedenroth  |
| 5 | 4 octobre  | Olbia            |                  |                     |                |                   |
| 6 | 5 octobre  | Olbia            |                  |                     |                |                   |
| 7 | 11 octobre | Massa Marittima  |                  |                     |                |                   |

| Pos | Cycliste | Pts |
| --- | -------- | --- |

## Enduro

### Hommes
| # | Date      | Lieu          | Vainqueur        | Deuxième         | Troisième         | Leader du général |
| - | --------- | ------------- | ---------------- | ---------------- | ----------------- | ----------------- |
| 1 | 11 mai    | Finale Ligure | Daniel Booker    | Sławomir Łukasik | Alex Rudeau       | Daniel Booker     |
| 2 | 17 mai    | Bielsko-Biała | Sławomir Łukasik | Jack Moir        | Gregory Callaghan | Sławomir Łukasik  |
| 3 | 31 mai    | Loudenvielle  | Daniel Booker    | Alex Rudeau      | Sławomir Łukasik  | Sławomir Łukasik  |
| 4 | 8 juin    | Leogang       | Jesse Melamed    | Charles Murray   | Sławomir Łukasik  | Sławomir Łukasik  |
| 5 | 29 juin   | Val di Sole   | Sławomir Łukasik | Richard Rude Jr  | Jesse Melamed     | Sławomir Łukasik  |
| 6 | 6 juillet | La Thuile     | Sławomir Łukasik | Charles Murray   | Jesse Melamed     | Sławomir Łukasik  |
| 7 | 31 août   | Haute-Savoie  |                  |                  |                   |                   |

| Pos | Cycliste | Pts |
| --- | -------- | --- |

### Femmes
| # | Date      | Lieu          | Vainqueur         | Deuxième          | Troisième           | Leader du général |
| - | --------- | ------------- | ----------------- | ----------------- | ------------------- | ----------------- |
| 1 | 11 mai    | Finale Ligure | Harriet Harnden   | Ella Conolly      | Morgane Charre      | Harriet Harnden   |
| 2 | 17 mai    | Bielsko-Biała | Elly Hoskin       | Ella Conolly      | Morgane Charre      | Ella Conolly      |
| 3 | 31 mai    | Loudenvielle  | Ella Conolly      | Morgane Charre    | Winnifred Goldsbury | Ella Conolly      |
| 4 | 8 juin    | Leogang       | Ella Conolly      | Simona Kuchyňková | Winnifred Goldsbury | Ella Conolly      |
| 5 | 29 juin   | Val di Sole   | Ella Conolly      | Nadine Ellecosta  | Simona Kuchyňková   | Ella Conolly      |
| 6 | 6 juillet | La Thuile     | Simona Kuchyňková | Ella Conolly      | Mélanie Pugin       | Ella Conolly      |
| 7 | 31 août   | Haute-Savoie  |                   |                   |                     |                   |

| Pos | Cycliste | Pts |
| --- | -------- | --- |